# ریورساید، یامهیل، اورگن
ریورساید (به انگلیسی: Riverside) یک منطقهٔ مسکونی در ایالات متحده آمریکا است که در شهرستان یمهیل، اورگن واقع شده‌است. ریورساید ۶۴٫۹۲ متر بالاتر از سطح دریا واقع شده‌است.